# Kazuki Ōiwa
Kazuki Ōiwa (大岩 一貴?, Ōiwa Kazuki; Nagoya, 17 agosto 1989) è un calciatore giapponese, difensore dello Shonan Bellmare, di cui è capitano.

## Caratteristiche tecniche
È un difensore centrale.

## Palmarès

### Nazionale
- Universiadi:   1

Shenzen 2011